# Diario Libre
Diario Libre é um dos principais jornais da República Dominicana.

## História
Diario Libre é um jornal dominicano publicado diariamente em espanhol, fundado em 10 de maio de 2001. É propriedade do Grupo Empresarial Dominicano Diario Libre e faz parte da Periódicos Asociados Latinoamericanos (PAL). Seu primeiro editor foi Aníbal de Castro, de 2001 a 2004, e seu editor desde 2004 é Adriano Miguel Tejada. O jornal tem circulação nacional na República Dominicana. De segunda a sábado, tem uma distribuição de 157,830 exemplares entregues em residências e pontos de distribuição no Distrito Nacional e em outras áreas, incluindo Santo Domingo, Santiago, Puerto Plata, La Vega, Jarabacoa, Bonao, Moca, San Francisco de Macorís, San Pedro de Macorís, La Romana e Higüey.